# Área metropolitana de Saginaw-Saginaw Township North
El Área Estadística Metropolitana de Saginaw, MI MSA, como la denomina la Oficina del Censo de los Estados Unidos, es un Área Estadística Metropolitana centrada en la ciudad de homónima, que solo abarca el Saginaw en el estado de Míchigan, Estados Unidos. Su población según el censo de 2010 es de 200.169 habitantes, convirtiéndola en la 212.º área metropolitana más poblada de los Estados Unidos.

## Área Estadística Metropolitana Combinada
El Área Estadística Metropolitana Combinada de Saginaw-Bay City-Saginaw Township North, MI CSA está formada por el área metropolitana de Saginaw junto con el Área Estadística Metropolitana de Bay City, WI MSA; totalizando 307.940 habitantes en un área de 3.747 km².

## Comunidades del área metropolitana
| Ciudades - Frankenmuth - Saginaw - Zilwaukee Pueblos - Birch Run - Chesaning - Merrill - Oakley - St. Charles | Lugares designados por el censo - Bridgeport - Buena Vista - Burt - Freeland - Hemlock - Robin Glen-Indiantown - Shields |

Lugares no incorporados
| - Alicia - Blumfield Corners - Brady Center - Brant - Carrollton - Chapin - Clausedale - Crow Island - Dice - Fenmore - Fergus | - Fordney - Fosters - Frankentrost - Frost - Galloway - Garfield - Gera - Groveton - Indiantown | - Iva - Kochville - Lakefield - Lawndale - Layton Corners - Luce - Marion Springs - Morseville - Nelson | - Orr - Racy - Paines - Parshallburg - Roosevelt - Shattuckville - Shields - Swan Creek - Taymouth |